# Campeonato dos Quatro Continentes de Patinação Artística no Gelo de 2010
O Campeonato dos Quatro Continentes de Patinação Artística no Gelo de 2010 foi a décima segunda edição do Campeonato dos Quatro Continentes de Patinação Artística no Gelo, um evento anual de patinação artística no gelo organizado pela União Internacional de Patinação (em inglês:  International Skating Union) onde os patinadores artísticos competem pelo título de campeão dos quatro continentes. A competição foi disputada entre os dias 27 de janeiro e 30 de janeiro, na cidade de Jeonju, Coreia do Sul.

## Eventos
- Individual masculino
- Individual feminino
- Duplas
- Dança no gelo

## Medalhistas
| Evento                        | Ouro                                  | Prata                                                | Bronze                                             |
| Individual masculino detalhes | Adam Rippon · Estados Unidos          | Tatsuki Machida · Japão                              | Kevin Reynolds · Canadá                            |
| Individual feminino detalhes  | Mao Asada · Japão                     | Akiko Suzuki · Japão                                 | Caroline Zhang · Estados Unidos                    |
| Duplas detalhes               | Zhang Dan · Zhang Hao · China         | Keauna McLaughlin · Rockne Brubaker · Estados Unidos | Meagan Duhamel · Craig Buntin · Canadá             |
| Dança no gelo detalhes        | Kaitlyn Weaver · Andrew Poje · Canadá | Allie Hann-McCurdy · Michael Coreno · Canadá         | Madison Hubbell · Keiffer Hubbell · Estados Unidos |

## Resultados

### Individual masculino
| Pos.                                                  | Nome                 | Nacionalidade  | Pontos | PC         | PL          |
| ----------------------------------------------------- | -------------------- | -------------- | ------ | ---------- | ----------- |
| Medalha de ouro                                       | Adam Rippon          | Estados Unidos | 225.78 | 69.56 (7)  | 156.22 (1)  |
| Medalha de prata                                      | Tatsuki Machida      | Japão          | 217.48 | 69.60 (6)  | 147.88 (2)  |
| Medalha de bronze                                     | Kevin Reynolds       | Canadá         | 212.99 | 81.60 (1)  | 131.39 (8)  |
| 4                                                     | Brandon Mroz         | Estados Unidos | 212.68 | 70.88 (3)  | 141.80 (5)  |
| 5                                                     | Ryan Bradley         | Estados Unidos | 212.19 | 66.22 (8)  | 145.97 (3)  |
| 6                                                     | Song Nan             | China          | 209.68 | 72.95 (2)  | 136.73 (6)  |
| 7                                                     | Shawn Sawyer         | Canadá         | 206.34 | 62.36 (10) | 143.98 (4)  |
| 8                                                     | Wu Jialiang          | China          | 203.60 | 70.33 (5)  | 133.27 (7)  |
| 9                                                     | Guan Jinlin          | China          | 195.66 | 64.60 (9)  | 131.06 (9)  |
| 10                                                    | Denis Ten            | Cazaquistão    | 172.65 | 70.50 (4)  | 102.15 (14) |
| 11                                                    | Joey Russell         | Canadá         | 171.44 | 57.05 (12) | 114.39 (10) |
| 12                                                    | Yasuharu Nanri       | Japão          | 171.36 | 61.48 (11) | 109.88 (11) |
| 13                                                    | Abzal Rakimgaliev    | Cazaquistão    | 156.91 | 55.91 (13) | 101.00 (15) |
| 14                                                    | Kim Min-Seok         | Coreia do Sul  | 153.09 | 49.49 (16) | 103.60 (12) |
| 15                                                    | Kento Nakamura       | Japão          | 152.69 | 49.24 (17) | 103.45 (13) |
| 16                                                    | Stephen Li-Chung Kuo | Taipé Chinesa  | 148.96 | 53.80 (14) | 95.16 (16)  |
| 17                                                    | Kevin Alves          | Brasil         | 130.76 | 41.81 (19) | 88.95 (17)  |
| 18                                                    | Mark Webster         | Austrália      | 129.73 | 51.05 (15) | 78.68 (19)  |
| 19                                                    | Matthew Precious     | Austrália      | 127.09 | 47.44 (18) | 79.65 (18)  |
| 20                                                    | Wun-Chang Shih       | Taipé Chinesa  | 101.87 | 40.53 (20) | 61.34 (20)  |
| Não avançaram para a patinação livre / programa longo |                      |                |        |            |             |
| 21                                                    | Nicholas Fernandez   | Austrália      | —      | 35.43 (21) |             |
| 22                                                    | Charles Shou-San Pao | Taipé Chinesa  | —      | 35.10 (22) |             |
| 23                                                    | Humberto Contreras   | México         | —      | 33.27 (23) |             |
| 24                                                    | Seo Min Seok         | Coreia do Sul  | —      | 30.42 (24) |             |
| 25                                                    | Hau Yin Lee          | Hong Kong      | —      | 27.87 (25) |             |
| 26                                                    | Hon Lam To           | Hong Kong      | —      | 27.46 (26) |             |
| 27                                                    | Cameron Hems         | Nova Zelândia  | —      | 25.35 (27) |             |

### Individual feminino
| Pos.                                                  | Nome                    | Nacionalidade  | Pontos | PC         | PL         |
| ----------------------------------------------------- | ----------------------- | -------------- | ------ | ---------- | ---------- |
| Medalha de ouro                                       | Mao Asada               | Japão          | 183.96 | 57.22 (3)  | 126.74 (1) |
| Medalha de prata                                      | Akiko Suzuki            | Japão          | 173.72 | 58.88 (1)  | 114.84 (2) |
| Medalha de bronze                                     | Caroline Zhang          | Estados Unidos | 160.78 | 55.10 (4)  | 105.68 (3) |
| 4                                                     | Amanda Dobbs            | Estados Unidos | 158.23 | 57.56 (2)  | 100.67 (5) |
| 5                                                     | Haruka Imai             | Japão          | 155.29 | 55.06 (5)  | 100.23 (6) |
| 6                                                     | Kwak Min-Jung           | Coreia do Sul  | 154.71 | 53.68 (7)  | 101.03 (4) |
| 7                                                     | Amélie Lacoste          | Canadá         | 152.45 | 54.46 (6)  | 97.99 (8)  |
| 8                                                     | Myriane Samson          | Canadá         | 150.90 | 51.60 (8)  | 99.30 (7)  |
| 9                                                     | Alexe Gilles            | Estados Unidos | 140.88 | 48.90 (9)  | 91.98 (9)  |
| 10                                                    | Diane Szmiett           | Canadá         | 140.10 | 48.82 (10) | 91.28 (10) |
| 11                                                    | Anastasia Gimazetdinova | Uzbequistão    | 134.15 | 46.88 (11) | 87.27 (11) |
| 12                                                    | Liu Yan                 | China          | 126.11 | 46.60 (12) | 79.51 (13) |
| 13                                                    | Kim Chae-Hwa            | Coreia do Sul  | 123.91 | 41.34 (14) | 82.57 (12) |
| 14                                                    | Cheltzie Lee            | Austrália      | 119.39 | 40.06 (15) | 79.33 (14) |
| 15                                                    | Kim Na-Young            | Coreia do Sul  | 109.46 | 44.94 (13) | 64.52 (17) |
| 16                                                    | Lejeanne Marais         | África do Sul  | 103.03 | 34.32 (19) | 68.71 (15) |
| 17                                                    | Ana Cecilia Cantu       | México         | 101.25 | 35.62 (17) | 65.63 (16) |
| 18                                                    | Crystal Kiang           | Taipé Chinesa  | 96.16  | 36.18 (16) | 59.98 (19) |
| 19                                                    | Melinda Wang            | Taipé Chinesa  | 95.50  | 33.82 (20) | 61.68 (18) |
| 20                                                    | Lauren Ko               | Filipinas      | 90.77  | 35.22 (18) | 55.55 (20) |
| Não avançaram para a patinação livre / programa longo |                         |                |        |            |            |
| 21                                                    | Xu Binshu               | China          | —      | 33.82 (21) |            |
| 22                                                    | Phoebe Di Tommaso       | Austrália      | —      | 33.48 (22) |            |
| 23                                                    | Tamami Ono              | Hong Kong      | —      | 33.26 (23) |            |
| 24                                                    | Mericien Venzon         | Filipinas      | —      | 32.92 (24) |            |
| 25                                                    | Sandra Khopon           | Tailândia      | —      | 32.84 (25) |            |
| 26                                                    | Mary Ro Reyes           | México         | —      | 32.76 (26) |            |
| 27                                                    | Gracielle Jeanne Tan    | Filipinas      | —      | 32.22 (27) |            |
| 28                                                    | Tiffany Packard Yu      | Hong Kong      | —      | 30.74 (28) |            |
| 29                                                    | Abigail Pietersen       | África do Sul  | —      | 30.06 (29) |            |
| 30                                                    | Chaochih Liu            | Taipé Chinesa  | —      | 29.92 (30) |            |
| 31                                                    | Charissa Tansomboon     | Tailândia      | —      | 29.88 (31) |            |
| 32                                                    | Sarah Paw Si Ying       | Singapura      | —      | 27.32 (32) |            |
| 33                                                    | Taryn Jurgensen         | Tailândia      | —      | 26.94 (33) |            |
| 34                                                    | Priscila Alavez         | México         | —      | 24.92 (34) |            |
| 35                                                    | Elena Rodrigues         | Brasil         | —      | 24.74 (35) |            |
| 36                                                    | Alessia Baldo           | Brasil         | —      | 24.00 (36) |            |
| 37                                                    | Tze Ching Lee           | Hong Kong      | —      | 23.48 (37) |            |
| 38                                                    | Simone Pastusiak        | Brasil         | —      | 17.70 (38) |            |

### Duplas
| Pos.              | Nome                                        | Nacionalidade  | Pontos | PC         | PL         |
| ----------------- | ------------------------------------------- | -------------- | ------ | ---------- | ---------- |
| Medalha de ouro   | Zhang Dan / Zhang Hao                       | China          | 192.22 | 65.86 (1)  | 126.36 (1) |
| Medalha de prata  | Keauna McLaughlin / Rockne Brubaker         | Estados Unidos | 170.17 | 64.56 (2)  | 105.61 (2) |
| Medalha de bronze | Meagan Duhamel / Craig Buntin               | Canadá         | 158.02 | 56.90 (3)  | 101.12 (4) |
| 4                 | Caitlin Yankowskas / John Coughlin          | Estados Unidos | 157.49 | 56.10 (4)  | 101.39 (3) |
| 5                 | Narumi Takahashi / Mervin Tran              | Japão          | 151.83 | 53.74 (7)  | 98.09 (5)  |
| 6                 | Zhang Yue / Wang Lei                        | China          | 146.60 | 54.16 (6)  | 92.44 (6)  |
| 7                 | Mylène Brodeur / John Mattatall             | Canadá         | 146.31 | 55.94 (5)  | 90.37 (7)  |
| 8                 | Dong Huibo / Wu Yiming                      | China          | 136.05 | 48.02 (9)  | 88.03 (8)  |
| 9                 | Kirsten Moore-Towers / Dylan Moscovitch     | Canadá         | 135.76 | 48.76 (8)  | 87.00 (9)  |
| 10                | Marissa Castelli / Simon Shnapir            | Estados Unidos | 128.91 | 44.60 (10) | 84.31 (10) |
| 11                | Amanda Sunyoto-Yang / Darryll Sulindro-Yang | Taipé Chinesa  | 116.49 | 43.42 (11) | 73.07 (11) |

### Dança no gelo
| Pos.              | Nome                                | Nacionalidade  | Pontos | DC         | DO         | DL         |
| ----------------- | ----------------------------------- | -------------- | ------ | ---------- | ---------- | ---------- |
| Medalha de ouro   | Kaitlyn Weaver / Andrew Poje        | Canadá         | 166.16 | 32.67 (1)  | 48.42 (1)  | 85.07 (1)  |
| Medalha de prata  | Allie Hann-McCurdy / Michael Coreno | Canadá         | 159.56 | 29.89 (3)  | 48.21 (2)  | 81.46 (2)  |
| Medalha de bronze | Madison Hubbell / Keiffer Hubbell   | Estados Unidos | 154.20 | 29.76 (4)  | 46.75 (4)  | 77.69 (4)  |
| 4                 | Huang Xintong / Zheng Xun           | China          | 150.38 | 30.12 (2)  | 47.21 (3)  | 73.05 (7)  |
| 5                 | Madison Chock / Greg Zuerlein       | Estados Unidos | 148.92 | 29.14 (5)  | 44.12 (5)  | 75.66 (5)  |
| 6                 | Kharis Ralph / Asher Hill           | Canadá         | 147.38 | 26.57 (7)  | 41.80 (8)  | 79.01 (3)  |
| 7                 | Jane Summersett / Todd Gilles       | Estados Unidos | 144.53 | 25.26 (8)  | 43.95 (6)  | 75.32 (6)  |
| 8                 | Yu Xiaoyang / Wang Chen             | China          | 141.55 | 28.16 (6)  | 42.48 (7)  | 70.91 (8)  |
| 9                 | Guan Xueting / Wang Meng            | China          | 127.06 | 21.64 (9)  | 40.53 (9)  | 64.89 (9)  |
| 10                | Danielle O'Brien / Gregory Merriman | Austrália      | 115.73 | 21.12 (10) | 33.90 (11) | 60.71 (10) |
| 11                | Corenne Bruhns / Andrew Lavrik      | México         | 106.07 | 17.71 (11) | 34.33 (10) | 54.03 (12) |
| 12                | Maria Borounov / Evgeni Borounov    | Austrália      | 106.03 | 17.22 (12) | 32.32 (12) | 56.49 (11) |

## Quadro de medalhas
| Ordem | País           | Medalha de ouro | Medalha de prata | Medalha de bronze |    | Ordem por total |
| ----- | -------------- | --------------- | ---------------- | ----------------- | -- | --------------- |
| 1     | Japão          | 1               | 2                |                   | 3  | 3               |
| 2     | Canadá         | 1               | 1                | 2                 | 4  | 1               |
| 2     | Estados Unidos | 1               | 1                | 2                 | 4  | 1               |
| 4     | China          | 1               |                  |                   | 1  | 4               |
| TOTAL | TOTAL          | 4               | 4                | 4                 | 12 | —               |